# Fonction polynomiale
En mathématiques, une fonction polynomiale (parfois appelée fonction polynôme) est une fonction obtenue en évaluant un polynôme. 
Par abus de langage, on appelle parfois une fonction polynomiale un polynôme, confondant ainsi la notion de fonction polynomiale avec celle de polynôme formel. Cette confusion est sans gravité dans le cadre des polynômes à coefficients réels ou complexes (ou plus généralement à coefficients dans un corps infini) mais peut conduire à des contresens en général (par exemple pour les polynômes à coefficients dans un corps fini).

## Fonctions polynomiales réelles ou complexes

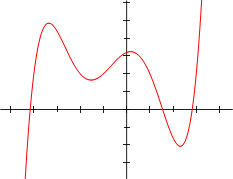
Un exemple de fonction polynomiale réelle de degré 5

Un cas courant est celui où le polynôme est à coefficients réels ou complexes. Plus précisément, on considère le polynôme P de la forme
{\displaystyle P=\sum _{k=0}^{n}a_{k}X^{k}=a_{n}X^{n}+a_{n-1}X^{n-1}+\cdots +a_{1}X+a_{0}}
où les ak sont des nombres réels ou des nombres complexes. La fonction polynomiale f associée est alors définie par
{\displaystyle f(x)=\sum _{k=0}^{n}a_{k}x^{k}=a_{n}x^{n}+a_{n-1}x^{n-1}+\cdots +a_{1}x+a_{0}}
où la variable x peut être elle-même réel ou complexe.
Voici les exemples les plus courants : 
- les fonctions constantes correspondant à n = 0 ;
- les fonctions affines correspondant à n = 1 ;
- les fonctions quadratiques (aussi appelées fonctions du second degré) correspondant à n = 2 ;
- les fonctions cubiques correspondant à n = 3.

Dans le cadre des fonctions polynomiales réelles ou complexes, on définit le degré d'une fonction polynomiale comme le degré du polynôme auquel elle est associée (avec la convention que le degré vaut −∞ si la fonction est nulle). 
Puisqu'un polynôme réel ou complexe non constant de degré n a au plus n racines d'après le théorème de d'Alembert-Gauss, on en déduit qu'une fonction polynomiale réelle ou complexe non constante de degré n a au plus n zéros. Autrement dit, deux fonctions polynomiales réelles ou complexes de degrés inférieurs ou égaux à n et coïncidant sur plus de n points sont nécessairement identiques (c'est-à-dire qu'elles ont même degré et mêmes coefficients). 
La fonction polynomiale f réelle ou complexe est infiniment dérivable (elle est même analytique) et la k-ième dérivée de f est exactement la fonction polynomiale associée à la k-ième dérivée formelle de P. En particulier, les dérivées d'ordre k > n de fonctions polynomiales de degré n sont identiquement nulles.
Cas où {\displaystyle k\leq n:f^{k}(x)=\sum _{i=k}^{n}{\frac {i!}{(i-k)!}}a_{i}x^{i-k}}
Cas où {\displaystyle k\leq n:P^{k}=\sum _{i=k}^{n}{\frac {i!}{(i-k)!}}a_{i}X^{i-k}}
Cas où {\displaystyle k>n:f^{k}(x)=P^{k}=0}
Par exemple, la dérivée formelle de P est donnée par
{\displaystyle P^{\prime }=na_{n}X^{n-1}+(n-1)a_{n-1}X^{n-2}+\cdots +2a_{2}X+a_{1}}
et on a
{\displaystyle f^{\prime }(x)=na_{n}x^{n-1}+(n-1)a_{n-1}x^{n-2}+\cdots +2a_{2}x+a_{1}.}
De même, les primitives de f sont exactement les fonctions polynomiales associées aux primitives formelles de P, c'est-à-dire de la forme
{\displaystyle x\mapsto {\frac {a_{n}}{n+1}}x^{n+1}+{\frac {a_{n-1}}{n}}x^{n}+\cdots +{\frac {a_{1}}{2}}x^{2}+a_{0}x+C}
où C est une constante réelle ou complexe arbitraire.

## Fonction polynomiale sur un corps quelconque
Plus généralement, il est possible de considérer un polynôme P à coefficients dans un corps K (commutatif) quelconque:
{\displaystyle P=a_{n}X^{n}+a_{n-1}X^{n-1}+\cdots +a_{1}X+a_{0}}
où les aj sont des éléments de K. La fonction polynomiale f associée est alors la fonction de K dans lui-même définie par
{\displaystyle \forall x\in K,\quad f(x)=a_{n}x^{n}+a_{n-1}x^{n-1}+\cdots +a_{1}x+a_{0}.}
Dans le cas où le corps est infini (par exemple dans le cas du corps des nombres réels ou des nombres complexes traité plus haut), on peut encore identifier polynômes et fonctions polynomiales. Autrement dit, l'application qui à un polynôme à coefficients dans K associe la fonction polynomiale correspondante est une injection de l'ensemble des polynômes à coefficients dans K dans l'ensemble des applications de K dans lui-même. Par conséquent, on peut définir comme à la section précédente la notion de degré d'une fonction polynomiale comme le degré du polynôme correspondant et deux fonctions polynomiales sont identiques si et seulement si leurs polynômes associés sont les mêmes.
Dans le cas où K est un corps fini, ce qui précède n'est plus vrai. Par exemple, dans le corps à deux éléments, le polynôme X(X-1) n'est pas le polynôme nul mais la fonction polynomiale associée est identiquement nulle. Il n'est alors pas possible de définir la notion de degré d'une fonction polynomiale et deux fonctions polynomiales peuvent être identiques sans que leurs polynômes associés soient égaux. Cela montre qu'il est nécessaire dans ce cadre de distinguer la notion de fonction polynomiale de celle de polynôme formel.

## Morphisme d'évaluation vis-à-vis d'une algèbre associative
On peut également considérer un polynôme P à coefficients dans un anneau A quelconque:
{\displaystyle P=a_{n}X^{n}+a_{n-1}X^{n-1}+\cdots +a_{1}X+a_{0}}
où les aj sont des éléments de A. On peut alors comme ci-dessus définir la fonction polynomiale associée. 
De manière plus générale, il est possible de considérer une algèbre associative E (unitaire) sur A et l'application qui à un élément e de E associe l'élément P(e) de E défini par
{\displaystyle P(e)=a_{n}e^{n}+a_{n-1}e^{n-1}+\cdots +a_{1}e+a_{0}\,1_{E}.}
Cette application est un morphisme d'anneaux appelé morphisme d'évaluation.
Un cas d'usage très courant est celui où A est un corps K (commutatif) et où E est l'ensemble des endomorphismes d'un espace vectoriel sur K. Ainsi, si u est un tel endomorphisme, on a
{\displaystyle P(u)=a_{n}u^{n}+a_{n-1}u^{n-1}+\cdots +a_{1}u+a_{0}\,\mathrm {id} }
où les puissances correspondent à la composition de fonctions et id est l'application identité de l'espace vectoriel. Ainsi, pour tout polynôme P et tout endomorphisme u, P(u) est un endomorphisme. La notion de polynôme d'endomorphisme joue un rôle central pour la réduction d'endomorphisme.
De manière complètement analogue, il est possible de définir la notion de polynôme de matrice.